# Фінал WTA 2017
WTA фінал 2017 — жіночий тенісний турнір, що відбувся в Сінгапурі з 22 до 29 жовтня 2017 року. Це був 47-й за ліком підсумковий турнір сезону в одиночному розряді і 42-й - у парному. 8 гравчинь в одиночному розряді й 8 пар змагалися на Singapore Indoor Stadium. Це був останній професійний турнір для тодішньої першої ракетки світу в парному розряді і колишньої - в одиночному Мартіни Хінгіс.

## Призовий фонд і очки
Сумарний призовий фонд турніру BNP Paribas 2017 WTA Finals становив US$7,000,000.
| Одиночний розряд                                                       | Одиночний розряд                                        | Одиночний розряд |
| Етап                                                                   | Грошовий приз                                           | Очки!            |
| ---------------------------------------------------------------------- | ------------------------------------------------------- | ---------------- |
| Чемпіонка                                                              | RR1 + $1,750,000                                        | RR + 750         |
| Суперниця у фіналі                                                     | RR + $590,000                                           | RR + 330         |
| Півфіналістки                                                          | RR + $40,000                                            | RR               |
| За перемогу в матчі кругового турніру                                  | +$153,000                                               | +250             |
| За участь у матчі кругового турніру                                    | Н/Д                                                     | +125             |
| Нагорода за участь                                                     | 3 матчі = $151,000 2 матчі = $130,000 1 матч = $110,000 | Н/Д              |
| Нагорода запасній                                                      | 2 матчі = $109,000 1 матч = $89,000 0 матчів = $68,000  | Н/Д              |
| 1 RR означає грошовий приз чи очки здобуті на етапі кругового турніру. |                                                         |                  |

| Парний розряд         | Парний розряд | Парний розряд |
| Етап                  | Грошовий приз | Очки!         |
| --------------------- | ------------- | ------------- |
| Чемпіонки             | $500,000      | 1500          |
| Суперниці у фіналі    | $260,000      | 1080          |
| Півфіналістки         | $157,500      | 750           |
| Чвертьфіналістки      | $81,250       | 375           |
| Грошовий приз на пару |               |               |

## Гравчині, що кваліфікувалися

### Одиночний розряд
| # | Гравчині                | Очки  | Турнірів | Коли кваліфікувалася |
| - | ----------------------- | ----- | -------- | -------------------- |
| 1 | Сімона Халеп (ROU)      | 5,675 | 17       | 26 вересня           |
| 2 | Гарбінє Мугуруса (ESP)  | 5,635 | 20       | 11 вересня           |
| 3 | Кароліна Плішкова (CZE) | 5,105 | 19       | 26 вересня           |
| 4 | Еліна Світоліна (UKR)   | 5,000 | 17       | 26 вересня           |
| 5 | Вінус Вільямс (USA)     | 4,642 | 14       | 26 вересня           |
| 6 | Каролін Возняцкі (DEN)  | 4,640 | 21       | 30 вересня           |
| 7 | Олена Остапенко (LAT)   | 4,510 | 20       | 4 жовтня             |
| 8 | Каролін Гарсія (FRA)    | 3,795 | 23       | 12 жовтня            |

### Парний розряд
| # | Гравчині                                             | Очки  | Турнірів | Коли кваліфікувалася |
| - | ---------------------------------------------------- | ----- | -------- | -------------------- |
| 1 | Чжань Юнжань (TPE) Мартіна Хінгіс (SUI)              | 8,340 | 13       | 14 серпня            |
| 2 | Катерина Макарова (RUS) Олена Весніна (RUS)          | 6,495 | 12       | 14 серпня            |
| 3 | Ешлі Барті (AUS) Кейсі Деллаква (AUS)                | 4,240 | 14       | 13 вересня           |
| 4 | Тімеа Бабош (HUN) Андреа Главачкова (CZE)            | 4,005 | 15       | 4 жовтня             |
| — | Луціє Градецька (CZE) Катерина Сінякова (CZE)        | 3,871 | 14       | 25 вересня           |
| 5 | Анна-Лена Гренефельд (GER) Квета Пешке (CZE)         | 3,005 | 22       | 7 жовтня             |
| 6 | Габріела Дабровскі (CAN) Сюй Їфань (CHN)             | 2,921 | 14       | 7 жовтня             |
| 7 | Андрея Клепач (SLO) Марія Хосе Мартінес Санчес (ESP) | 2,570 | 23       | 12 жовтня            |
| 8 | Кікі Бертенс (NED) Юганна Ларссон (SWE)              | 2,270 | 14       | 18 жовтня            |

## Шлях до Сінгапуру

### Одиночний розряд
Гравчині на  золотому  тлі мають досить очок, щоб кваліфікуватися.

Гравчині на  брунатному  тлі кваліфікувалися, але відмовилися від участі.
| Місце   | Спортсменка         | Турніри Великого шлему | Турніри Великого шлему | Турніри Великого шлему | Турніри Великого шлему | Premier Mandatory | Premier Mandatory | Premier Mandatory | Premier Mandatory | Найкращі результати в Premier 5 | Найкращі результати в Premier 5 | Найкращі результати в інших турнірах | Найкращі результати в інших турнірах | Найкращі результати в інших турнірах | Найкращі результати в інших турнірах | Найкращі результати в інших турнірах | Найкращі результати в інших турнірах | Загалом очок | Турнірів | Титулів |
| ------- | ------------------- | ---------------------- | ---------------------- | ---------------------- | ---------------------- | ----------------- | ----------------- | ----------------- | ----------------- | ------------------------------- | ------------------------------- | ------------------------------------ | ------------------------------------ | ------------------------------------ | ------------------------------------ | ------------------------------------ | ------------------------------------ | ------------ | -------- | ------- |
| Місце   | Спортсменка         | AUS                    | FRA                    | WIM                    | USO                    | INW               | MIA               | MAD               | BEI               | 1                               | 2                               | 1                                    | 2                                    | 3                                    | 4                                    | 5                                    | 6                                    | Загалом очок | Турнірів | Титулів |
|         |                     |                        |                        |                        |                        |                   |                   |                   |                   |                                 |                                 |                                      |                                      |                                      |                                      |                                      |                                      |              |          |         |
| 1       | Сімона Халеп        | 1/64Ф 10               | Ф 1300                 | ЧФ 430                 | 1/64Ф 10               | 1/16Ф 65          | ЧФ 215            | П 1000            | Ф 650             | Ф 585                           | Ф 585                           | ПФ 350                               | ПФ 185                               | ЧФ 100                               | ЧФ 100                               | ЧФ 60                                | 1/8Ф 30                              | 5,675        | 17       | 1       |
| 2       | Гарбінє Мугуруса    | ЧФ 430                 | 1/8Ф 240               | П 2000                 | 1/8Ф 240               | ЧФ 215            | 1/8Ф 120          | 1/32Ф 10          | 1/32Ф 10          | П 900                           | ПФ 350                          | ЧФ 190                               | ЧФ 190                               | ПФ 185                               | ПФ 185                               | ПФ 185                               | ПФ 185                               | 5,635        | 20       | 2       |
| 3       | Кароліна Плішкова   | ЧФ 430                 | ПФ 780                 | 1/32Ф 70               | ЧФ 430                 | ПФ 390            | ПФ 390            | 1/16Ф 65          | 1/8Ф 120          | ПФ 350                          | ЧФ 190                          | П 470                                | П 470                                | П 470                                | ЧФ 190                               | ЧФ 190                               | ЧФ 100                               | 5,105        | 19       | 3       |
| 4       | Еліна Світоліна     | 1/16Ф 130              | ЧФ 430                 | 1/8Ф 240               | 1/8Ф 240               | 1/8Ф 120          | 1/32Ф 10          | 1/32Ф 10          | ЧФ 215            | П 900                           | П 900                           | П 900                                | П 280                                | П 280                                | ПФ 185                               | 1/8Ф 105                             | 1/8Ф 55                              | 5,000        | 17       | 5       |
| 5       | Вінус Вільямс       | Ф 1300                 | 1/8Ф 240               | Ф 1300                 | ПФ 780                 | ЧФ 215            | ПФ 390            | A 0               | A 0               | ЧФ 190                          | 1/8Ф 105                        | 1/16Ф 60                             | 1/8Ф 30                              | 1/8Ф 30                              | 1/8Ф 1                               | 1/16Ф 1                              |                                      | 4,642        | 13       | 0       |
| 6       | Каролін Возняцкі    | 1/16Ф 130              | ЧФ 430                 | 1/8Ф 240               | 1/32Ф 70               | ЧФ 215            | Ф 650             | 1/16Ф 65          | 1/8Ф 120          | Ф 585                           | Ф 585                           | П 470                                | Ф 305                                | Ф 305                                | ЧФ 190                               | Ф 180                                | ЧФ 100                               | 4,640        | 21       | 1       |
| 7       | Олена Остапенко     | 1/16Ф 130              | П 2000                 | ЧФ 430                 | 1/16Ф 130              | 1/32Ф 35          | 1/64Ф 10          | 1/16Ф 25†         | ПФ 390            | ПФ 350                          | 1/16Ф 90                        | Ф 305                                | П 280                                | ПФ 110                               | ПФ 110                               | ЧФ 60                                | 1/8Ф 55                              | 4,510        | 20       | 2       |
| 8       | Каролін Гарсія      | 1/16Ф 130              | ЧФ 430                 | 1/8Ф 240               | 1/16Ф 130              | 1/8Ф 120          | 1/32Ф 10          | 1/32Ф 10          | П 1000            | П 900                           | ЧФ 190                          | ПФ 110                               | ПФ 110                               | ПФ 110                               | ПФ 110                               | ЧФ 100                               | Ф 95                                 | 3,795        | 23       | 2       |
| Запасні |                     |                        |                        |                        |                        |                   |                   |                   |                   |                                 |                                 |                                      |                                      |                                      |                                      |                                      |                                      |              |          |         |
| 9       | Джоанна Конта       | ЧФ 430                 | 1/64Ф 10               | ПФ 780                 | 1/64Ф 10               | 1/16Ф 65          | П 1000            | 1/32Ф 10          | 1/32Ф 10          | ЧФ 190                          | A 0                             | П 470                                | ПФ 185                               | Ф 180                                | ПФ 110                               | 1/8Ф 105                             | 1/8Ф 55                              | 3,610        | 19       | 2       |
| 10      | Крістіна Младенович | 1/64Ф 10               | ЧФ 430                 | 1/32Ф 70               | 1/64Ф 10               | ПФ 390            | 1/32Ф 10          | Ф 650             | 1/32Ф 10          | 1/8Ф 105                        | 1/8Ф 30‡                        | П 470                                | Ф 305                                | Ф 180                                | ЧФ 100                               | ЧФ 60                                | 1/8Ф 55                              | 2,885        | 22       | 1       |
| 11      | Світлана Кузнецова  | 1/8Ф 240               | 1/8Ф 240               | ЧФ 430                 | 1/32Ф 70               | Ф 650             | 1/8Ф 120          | ПФ 390            | 1/32Ф 10          | ЧФ 190                          | 1/8Ф 105                        | ЧФ 100                               | ЧФ 100                               | ЧФ 100                               | 1/8Ф 55                              | 1/8Ф 55                              | 1/16Ф 1                              | 2,856        | 16       | 0       |

### Парний розряд
Пари на  золотому  тлі мають досить очок, щоб кваліфікуватися.

Пари на  брунатному  тлі кваліфікувалися, але відмовилися від участі. У парах на темнобрунатному тлі одна гравчиня кваліфікувалася окремо від другої в парі з іншою партнеркою, тож ця пара не має права на участь.
| Місце   | Пара                                                 | Очки   | Очки   | Очки     | Очки     | Очки      | Очки      | Очки     | Очки      | Очки     | Очки     | Очки      | Загалом очок | Турнірів | Титулів |
| Місце   | Пара                                                 | 1      | 2      | 3        | 4        | 5         | 6         | 7        | 8         | 9        | 10       | 11        | Загалом очок | Турнірів | Титулів |
| ------- | ---------------------------------------------------- | ------ | ------ | -------- | -------- | --------- | --------- | -------- | --------- | -------- | -------- | --------- | ------------ | -------- | ------- |
|         |                                                      |        |        |          |          |           |           |          |           |          |          |           |              |          |         |
| 1       | Чжань Юнжань (TPE) Мартіна Хінгіс (SUI)              | П 2000 | П 1000 | П 1000   | П 1000   | П 900     | П 900     | П 900    | ПФ 780    | П 470    | ЧФ 430   | ПФ 390    | 9,770        | 15       | 9       |
| 2       | Катерина Макарова (RUS) Олена Весніна (RUS)          | П 2000 | П 900  | П 900    | Ф 585    | ЧФ 430    | ЧФ 430    | ПФ 390   | ПФ 390    | Ф 305    | 1/8Ф 240 | ЧФ 215    | 6,785        | 14       | 3       |
| —       | Бетані Маттек-Сендс (USA) Луціє Шафарова (CZE)       | П 2000 | П 2000 | П 470    | ПФ 390   | 1/16Ф 130 | 1/8Ф 120  | 1/8Ф 10  |           |          |          |           | 5,120        | 7        | 3       |
| 3       | Ешлі Барті (AUS) Кейсі Деллаква (AUS)                | Ф 1300 | П 470  | ЧФ 430   | ЧФ 430   | ПФ 350    | Ф 305     | Ф 305    | П 280     | П 280    | ЧФ 190   | 1/16Ф 130 | 4,470        | 16       | 3       |
| 4       | Тімеа Бабош (HUN) Андреа Главачкова (CZE)            | Ф 650  | Ф 650  | П 470    | ЧФ 430   | ПФ 350    | П 280     | П 280    | П 280     | 1/8Ф 240 | ЧФ 190   | ПФ 185    | 4,005        | 15       | 4       |
| —       | Луціє Градецька (CZE) Катерина Сінякова (CZE)        | Ф 1300 | ПФ 780 | Ф 650    | Ф 305    | 1/8Ф 240  | ЧФ 215    | Ф 180    | Ф 180     | 1/32Ф 10 | 1/16Ф 10 | 1/8Ф 1    | 3,871        | 14       | 0       |
| 5       | Анна-Лена Гренефельд (GER) Квета Пешке (CZE)         | ПФ 780 | Ф 585  | П 280    | 1/8Ф 240 | ЧФ 215    | ЧФ 190    | ПФ 185   | ПФ 185    | 1/8Ф 120 | 1/8Ф 120 | 1/8Ф 105  | 3,005        | 22       | 1       |
| 6       | Габріела Дабровскі (CAN) Сюй Їфань (CHN)             | П 1000 | П 470  | ЧФ 430   | 1/8Ф 240 | ЧФ 215    | ЧФ 190    | ПФ 185   | 1/8Ф 120  | ЧФ 60    | 1/32Ф 10 | 1/16Ф 1   | 2,921        | 14       | 2       |
| —       | Андреа Главачкова (CZE) Пен Шуай (CHN)               | Ф 1300 | Ф 585  | ПФ 390   | П 280    | 1/8Ф 120  | ЧФ 100    | 1/8Ф 1   |           |          |          |           | 2,776        | 7        | 1       |
| 7       | Андрея Клепач (SLO) Марія Хосе Мартінес Санчес (ESP) | П 470  | ЧФ 430 | 1/8Ф 240 | 1/8Ф 240 | 1/8Ф 240  | ЧФ 215    | ЧФ 215   | ПФ 185    | 1/8Ф 120 | ПФ 110   | 1/8Ф 105  | 2,570        | 23       | 1       |
| 8       | Кікі Бертенс (NED) Юганна Ларссон (SWE)              | П 280  | П 280  | П 280    | П 280    | 1/8Ф 240  | 1/8Ф 240  | ЧФ 215   | 1/16Ф 130 | 1/8Ф 120 | 1/8Ф 105 | ЧФ 100    | 2,270        | 14       | 4       |
| Запасні |                                                      |        |        |          |          |           |           |          |           |          |          |           |              |          |         |
| –       | Саня Мірза (IND) Пен Шуай (CHN)                      | ПФ 780 | ПФ 390 | ПФ 350   | ПФ 350   | ЧФ 190    |           |          |           |          |          |           | 2,060        | 5        | 0       |
| 9       | Аояма Сюко (JPN) Ян Чжаосюань (CHN)                  | Ф 585  | П 280  | 1/8Ф 240 | ЧФ 215   | П 150     | 1/16Ф 130 | 1/8Ф 120 | ПФ 110    | ЧФ 100   | ЧФ 60    | 1/32Ф 10  | 2,000        | 15       | 2       |

## Переможниці та фіналістки

### Одиночний розряд
- Каролін Возняцкі —  Вінус Вільямс, 6–4, 6–4

### Парний розряд
- Тімеа Бабош /  Андреа Главачкова —  Кікі Бертенс /  Юганна Ларссон, 4–6, 6–4, [10–5]